# Tuffi ai XVI Giochi panamericani - Piattaforma 10 metri femminile
Il concorso dei tuffi dalla piattaforma 10 metri maschile dei XVI Giochi panamericani si è svolto il 27 ottobre 2011 presso il Scotiabank Aquatics Center di Guadalajara in Messico.

## Programma
| Data            | Ora   | Evento      |
| --------------- | ----- | ----------- |
| 27 ottobre 2011 | 10:00 | Preliminare |
| 27 ottobre 2011 | 21:00 | Finale      |

## Risultati
In verde sono contraddistinti i finalisti.
| Class   | Atleta           | Natione     | Preliminare | Preliminare | Finale | Finale |
| Class   | Atleta           | Natione     | Punti       | Class       | Punti  | Class  |
| ------- | ---------------- | ----------- | ----------- | ----------- | ------ | ------ |
| Oro     | Paola Espinosa   | Messico     | 340.15      | 2           | 370.60 | 1      |
| Argento | Tatiana Ortiz    | Messico     | 345.10      | 1           | 369.05 | 2      |
| Bronzo  | Meaghan Benfeito | Canada      | 321.30      | 4           | 358.20 | 3      |
| 4       | Roseline Filion  | Canada      | 322.50      | 3           | 345.65 | 4      |
| 5       | Andressa Mendes  | Brasile     | 253.05      | 10          | 279.95 | 5      |
| 6       | María Betancourt | Venezuela   | 293.85      | 6           | 274.10 | 6      |
| 7       | Annia Rivera     | Cuba        | 268.35      | 8           | 267.90 | 7      |
| 8       | Carolina Murillo | Colombia    | 253.80      | 9           | 262.55 |        |
| 9       | Amy Korthauer    | Stati Uniti | 309.05      | 5           | 262.00 | 9      |
| 10      | Amelia Cozad     | Stati Uniti | 279.30      | 7           | 260.60 |        |
| 11      | Lisette Ramirez  | Venezuela   | 216.95      | 12          | 242.00 |        |
| 12      | Natali Cruz      | Brasile     | 225.75      | 11          | 219.00 | 12     |